# Her Moment
Her Moment er en amerikansk stumfilm fra 1918.

## Medvirkende
- Anna Luther som Katinka Veche
- William Garwood som Jan Drakachu
- Alida B. Jones som Minka
- Anne Schaefer
- Frank Brownlee som Victor Dravich